# ماكس هيلر
ماكس هيلر (بالألمانية: Max Hiller)‏ هو ممثل ألماني، ولد في 8 ديسمبر 1889 في ألمانيا، وتوفي بنفس المكان في 18 ديسمبر 1948. بدأ مشواره المهني سنة 1917.

## وصلات خارجية
- ماكس هيلر على موقع IMDb (الإنجليزية)
- ماكس هيلر على موقع قاعدة بيانات الفيلم (الإنجليزية)